# Extensible Stylesheet Language
Extensible Stylesheet Language of XSL is een formele taal waarin beschreven kan worden, hoe XML-documenten geformatteerd moeten worden.
De taal bestaat uit twee onderdelen:
- XSL Transform (Extensible Stylesheet Language Transformations)
- XSL-FO (XSL Formatting Objects)

Hoewel er al veel ondersteuning in software (zoals webbrowsers) is voor XSLT, is er in 2004 nog minder ondersteuning voor XSL-FO, en als er al ondersteuning voor is, is dit vaak niet voor de volledige standaard.
De XML Path taal (XPath) wordt in XSL gebruikt om te beschrijven, hoe onderdelen van een XML-document te bereiken zijn.